# Коломенское сельское поселение
Коло́менское се́льское поселе́ние — упразднённое муниципальное образование в составе Вышневолоцкого района Тверской области.
На территории поселения находились 29 населённых пунктов. Центр поселения — село Коломно.
Образовано в 2005 году, включило в себя территории Боровенского и Коломенского сельских округов.

## Географические данные
- Общая площадь: 269,7 км²
- Нахождение: северо-западная часть Вышневолоцкого района
  - Граничит:
    - на севере — с Удомельским районом, Мстинское СП
    - на востоке — с Солнечным СП
    - на юго-востоке — с городским поселением — пгт Красномайский
    - на юге — с Лужниковским СП и Борисовским СП
    - на западе — с Бологовским районом, Куженкинское СП, город Бологое и Кафтинское СП

По южной границе — река Шлина. Много озёр, крупнейшие — Имоложье, Коломенское, Островно, Тубосс.

Поселение пересекают Октябрьская железная дорога (главный ход Москва — Санкт-Петербург) и автомагистраль «Москва — Санкт-Петербург».

## Экономика
Основное хозяйство: СПК «Боровно».

## Население
По переписи 2002 года — 2876 человек (2380 Коломенский (без п.Борисовский) и 496 Боровенский сельские округа), по переписи 2010 года — 2820 человек.

Национальный состав: русские.

## Населенные пункты
На территории поселения находятся следующие населённые пункты:
| №  | Тип нп  | Название        | Население (2008 год) |
| -- | ------- | --------------- | -------------------- |
| 1  | пос.    | Академический   | 1207                 |
| 2  | ж.д.ст. | Академическая   | 32                   |
| 3  | дер.    | Бахмара         | 137                  |
| 4  | пос.    | Бельский        | 445                  |
| 5  | дер.    | Берёзка         | 7                    |
| 6  | дер.    | Боровно         | 297                  |
| 7  | н.п.    | Детский Дом № 1 | 17                   |
| 8  | дер.    | Дивинец         | 10                   |
| 9  | дер.    | Залучье         | 23                   |
| 10 | дер.    | Заполье         | 6                    |
| 11 | дер.    | Заречье         | 209                  |
| 12 | дер.    | Иванково        | 0                    |
| 13 | село    | Коломно         | 248                  |
| 14 | дер.    | Курское         | 1                    |
| 15 | дер.    | Лялино          | 3                    |
| 16 | дер.    | Находно         | 56                   |
| 17 | дер.    | Никулино        | 15                   |
| 18 | дер.    | Остров          | 2                    |
| 19 | дер.    | Подшевелиха     | 10                   |
| 20 | дер.    | Тубосс          | 21                   |
| 21 | дер.    | Тубосская Горка | 0                    |
| 22 | дер.    | Фёдово          | 9                    |
| 23 | дер.    | Фефелово        | 3                    |
| 24 | дер.    | Финдиряево      | 0                    |
| 25 | дер.    | Ширяево         | 0                    |
| 26 | дер.    | Горчель         | 5                    |
| 27 | дер.    | Белое           | 27                   |
| 28 | пос.    | Шилово          | 19                   |
| 29 | пос.    | Дорки           | 227                  |

### Бывшие населенные пункты
На территории поселения исчезли деревни Полохово, Знаменка, Шамрино.

Деревня Сатыгино присоединена к деревне Боровно.

## История
В XII—XIV вв. территория поселения относилась к Деревской пятине Новгородской земли.

В XV веке присоединена к Великому княжеству Московскому и относилась к Коломенскому погосту Деревской пятины.

После реформ Петра I территория поселения входила:
- в 1708—1727 гг. в Санкт-Петербургскую (Ингерманляндскую 1708—1710 гг.) губернию, Новгородскую провинцию,
- в 1727—1775 гг. в Новгородскую губернию, Новгородскую провинцию,
- в 1775—1796 гг. в Тверское наместничество, Вышневолоцкий уезд,
- в 1796—1929 гг. в Тверскую губернию, Вышневолоцкий уезд,
- в 1929—1935 гг. в Московскую область, Вышневолоцкий район,
- в 1935—1990 гг. в Калининскую область, Вышневолоцкий район,
- с 1990 в Тверскую область, Вышневолоцкий район.

В середине XIX-начале XX века деревни поселения относились к Доркской и Подольской волостям Вышневолоцкого уезда Тверской губернии.

В 50-е годы XX века на территории поселения существовали Коломенский, Зареченский и Дивинецкий сельсоветы Вышневолоцкого района Калининской области.

## Известные люди
В деревне Бахмара родился Герой Советского Союза Фёдор Петрович Жуков.